# Telnóvskoie
Telnóvskoie (en rus: Тельновское) és un poble de l'óblast de Sakhalín, a l'Extrem Orient de Rússia, que el 2013 tenia 92 habitants. Pertany al districte d'Uglegorsk.